# Sandreuth (Harsdorf)

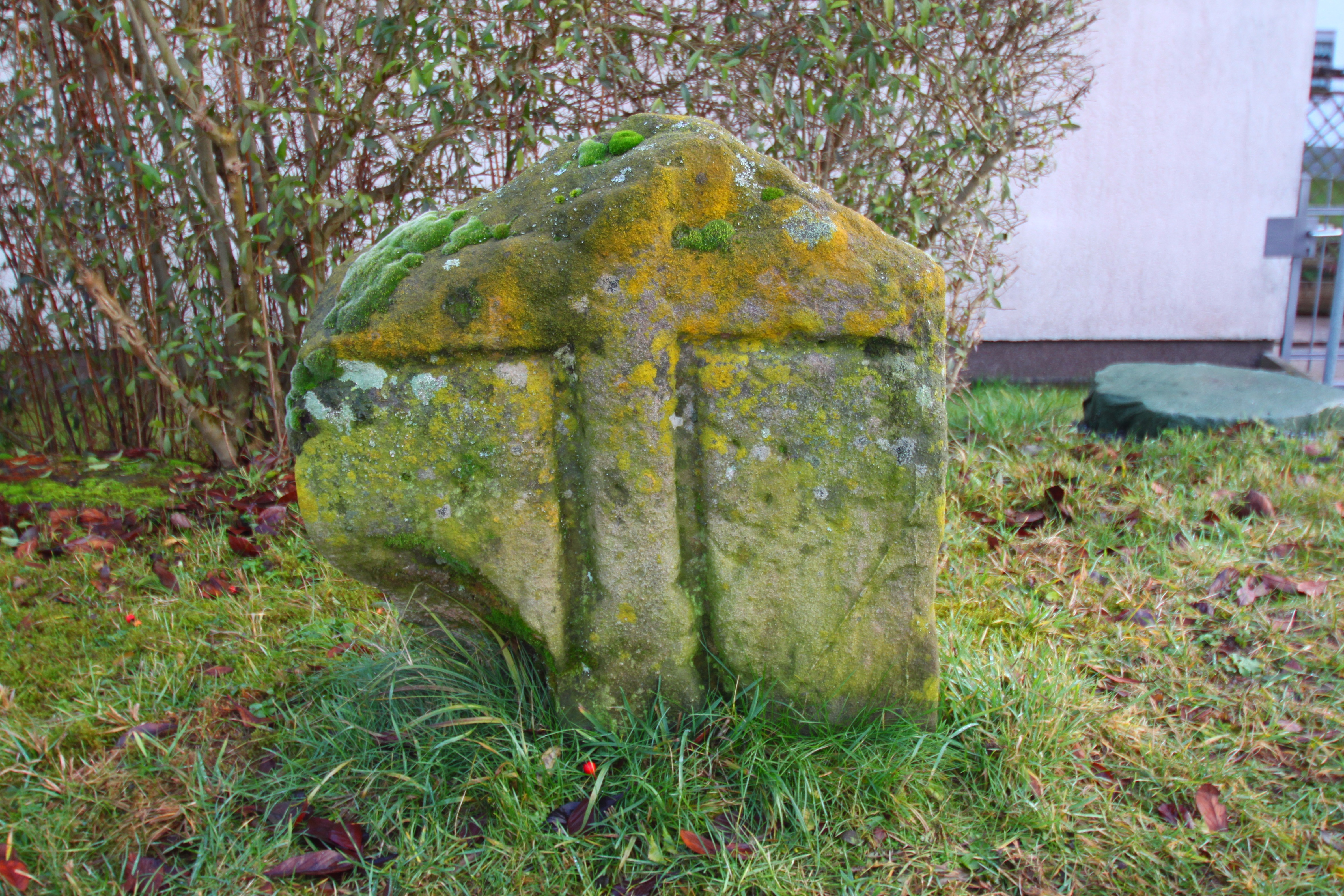
Kreuzstein

Sandreuth (oberfränkisch: Sond-rahd) ist ein Gemeindeteil der Gemeinde Harsdorf im Landkreis Kulmbach (Oberfranken, Bayern). Sandreuth liegt in der Gemarkung Harsdorf.

## Geographie
Das Dorf liegt an der Trebgast. Im Norden gibt es eine ehemalige Sandgrube, die als Geotop ausgezeichnet ist. Die Staatsstraße 2183 führt nach Harsdorf (1,5 km nordwestlich) bzw. nach Ramsenthal (1,7 km südöstlich). Eine Gemeindeverbindungsstraße führt nach Schaitz (0,7 km westlich).

## Geschichte
Der Ort wurde 1398 als „Sandrewt“ erstmals urkundlich erwähnt. Das Bestimmungswort verweist auf den sandigen Boden, das Grundwort rewt gibt zu erkennen, dass das Land durch Rodung urbar gemacht werden musste.
Gegen Ende des 18. Jahrhunderts bestand Sandreuth aus 12 Anwesen. Das Hochgericht übte das bayreuthische Stadtvogteiamt Kulmbach aus. Dieses hatte zugleich die Dorf- und Gemeindeherrschaft. Grundherren waren das Rittergut Sandreuth (1 Hof, 1 Halbhof, 1 Gut, 1 Gütlein, 2 Halbgütlein, 3 Söldengüter, 2 Söldengütlein) und das Hospital Bayreuth (1 Hof).
Von 1797 bis 1810 unterstand der Ort dem Justiz- und Kammeramt Kulmbach. Mit dem Gemeindeedikt wurde Sandreuth dem 1811 gebildeten Steuerdistrikt Harsdorf und der 1812 gebildeten gleichnamigen Ruralgemeinde zugewiesen.

### Baudenkmäler
- Haus Nr. 2: Wohnstallhaus
- Haus Nr. 3: Wohnstallhaus und Backhaus
- Haus Nr. 4, 10, 11: Türrahmungen
- Kreuzstein

### Einwohnerentwicklung
| Jahr      | 001809 | 001818 | 001861 | 001871 | 001885 | 001900 | 001925 | 001950 | 001961 | 001970 | 001987 |
| Einwohner | 58     | 66     | 89     | 85     | 72     | 83     | 70     | 87     | 61     | 64     | 48     |
| Häuser    |        | 11     |        |        | 13     | 13     | 13     | 13     | 13     |        | 13     |
| Quelle    | [ 11 ] | [ 8 ]  | [ 12 ] | [ 13 ] | [ 14 ] | [ 15 ] | [ 16 ] | [ 17 ] | [ 18 ] | [ 19 ] | [ 1 ]  |

## Religion
Sandreuth ist seit der Reformation evangelisch-lutherisch geprägt und nach St. Martin (Harsdorf) gepfarrt.